# Diaporthe helianthi
Diaporthe helianthi är en svampart som beskrevs av Munt.-Cvetk., Mihaljc. & M. Petrov 1981. Diaporthe helianthi ingår i släktet Diaporthe och familjen Diaporthaceae.   Inga underarter finns listade i Catalogue of Life.